# Trirogma pingsheensis
Trirogma pingsheensis är en insektsart som beskrevs av Pu och Zhou 1989. Trirogma pingsheensis ingår i släktet Trirogma och familjen kackerlackesteklar (Ampulicidae). Inga underarter finns listade i Catalogue of Life.